# Jadwiga Turowicz
Jadwiga Turowicz (ur. 7 lipca 1885 w Warszawie, zm. 14 listopada 1945 w Łodzi) – polska aktorka i reżyserka teatralna, pedagog.

## Życiorys
W 1902 ukończyła naukę w klasie dykcji i deklamacji przy Warszawskim Towarzystwie Muzycznym. Debiutowała w 1903 w Łodzi w Teatrze Victoria. Od 1905 występowała w zespole Józefa Puchniewskiego w Sosnowcu, a następnie w Lublinie. W latach 1906–1907 występowała w teatrze w Poznaniu, a w latach 1907–1908 w teatrze w Łodzi, następnie w latach 1908–1910 ponownie w Poznaniu, w latach 1910–1916 w Teatrze im. J. Słowackiego w Krakowie, w 1918–1919 Teatrze Powszechnym w Krakowie, w latach 1919–1921 w Teatrze Praskim w Warszawie, w 1921–1923 w Teatrze im. Bogusławskiego. W latach 1923–1924 była reżyserką w Lublinie, a następnie w latach 1924–1925 pracowała w Teatrze Polskim w Warszawie jako pomocnik reżysera. W 1925 pracowała jako reżyser polskiego teatru emigracyjnego we Francji. W latach 1925–1927 była reżyserką i aktorką Teatru Odrodzonego w Warszawie, a w latach 1927–1928 warszawskiego Teatru Praskiego. W związku z chorobą serca zakończyła pracę jako aktor. wznawiając ją w latach 1937–1938 w polskim zespole objazdowym we Francji.
Jako aktorka zazwyczaj występowała w repertuarze romantycznym, grając postacie takie jak m.in.: Laura („Kordian”), Maryla („Dziady”), Judyta („Ksiądz Marek”), Gwinona („Lilla Weneda”). Ponadto występowała jako: Aza („Chata za wsią”), Rowena („Złoty wiek rycerstwa”), Krasawica („Bolesław Śmiały”).
Od 1924 uczyła dykcji i gry scenicznej w Oddziale Dramatycznym przy Konserwatorium Muzycznym, a od 1932 wykładała na Wydziale Sztuki Aktorskiej w Państwowym Instytucie Sztuki Teatralnej, którego w 1936 została kierowniczą. Ponadto publikowała na łamach czasopisma „Teatr Ludowy” Jędrzeja Cierniaka oraz pisywała artykuły i wykładała na kursach dla instruktorów ruchu amatorskiego.
Podczas II wojny światowej działała w Tajnej Radzie Teatralnej oraz była kierowniczką podziemnego PIST, na którym jednocześnie wykładała. Po upadku Powstania Warszawskiego wyjechała do Krakowa, gdzie do stycznia 1945 była zaangażowana w tajne nauczanie. Od marca 1945, decyzją Ministerstwa Kultury i Sztuki została powołana na stanowisko wizytatora szkół teatralnych z ramienia Departamentu Teatru. Niedługo potem przeniosła się do Łodzi, gdzie zaangażowała się w prace reaktywowanego PIST pod kierunkiem Zelwerowicza.

### Życie prywatne
Była córką Bronisława Turowicza i Józefy z domu Spiesbach. Została pochowana na Starym Cmentarzu w Łodzi.